# Ana Girardot
Ana Girardot (París, 1 d'agost de 1988) és una actriu francesa.

## Biografia
Ana Girardot és la filla de Hippolyte Girardot i d'Isabel Otero, i la neta dels pintors Antonio Otero i Clotilde Vautier (1939-1968).No hi ha cap enllaç de parentiu amb l'artista Annie Girardot.
Va escollir de ser artista contra el parer inicial del seu pare i, durant dos anys, fa cursos de teatre a Nova York. Després d'alguns papers secundaris a la televisió i al cinema, obté un paper principal particularment observat per la crítica al film Simon Werner ha desaparegut... de Fabrice Gobert presentat en el Festival de Canes 2010.
El mateix any, fa una aparició a la televisió a la sèrie policíaca de TF1, Diane, dona policia, de la qual ha interpretat el paper del títol per la seva pròpia mare, Isabel Otero. L'any següent és a la pantalla petita interpretant aquesta vegada el paper principal de l'episodi Yvette, de la sèrie Chez Maupassant, sota la direcció d'Olivier Schatzky. Fabrice Gobert li proposa llavors incorporar-se al repartiment principal de la seva primera sèrie televisada, Les Revenants. La ficció es difosa l'any 2012 i coneix un èxit de critica i comercial internacional.

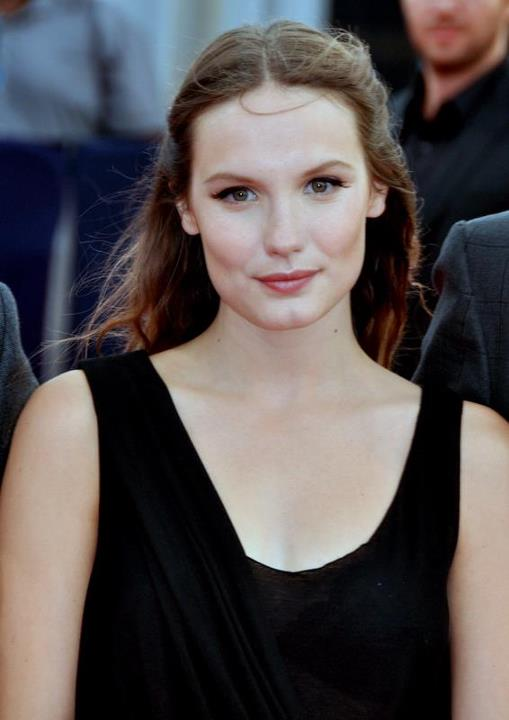
L'actriu al Festival de Deauville 2012.

El mateix any, s'instal·la al cinema, sent al cartell de dos films igualment destacats: actua en el biopic Cloclo, de Florent Emilio Siri, i té un paper secundari a la comèdia dramàtica Radiostars, de Romain Levy.
L'any 2013, interpreta la filla d'un dels quinquagenaris de la comèdia dramàtica Amistats sinceres, de Stéphan Archinard i François Prévôt-Leygonie.
L'any següent serà més ric: és el cap de cartell del discret Le beau monde, de Julie Lopes-Curval, formant part de la Repartiment internacional de la coproducció Paradise Lost, escrita i dirigida per Andrea Di Stefano, permetent-li donar la rèplica a Benicio del Toro; finalment, evoluciona al thriller  La prochaine fois je viserai le cœur, de Cédric Anger.
L'any 2015 és marcat per dos projectes: l'estrena de la segona temporada de Revenants, que aquesta vegada, deixa indiferent tothom, i el llargmetratge Un homme idéal, de Yann Gozlan, on l'actriu té el primer paper femení, enfront de Pierre Niney.
L'any 2016, interpreta unes bessones a Saint Amour, de Gustave Kervern i Benoît Delépine, i és membre del jurat del 42e Festival del cinema americà de Deauville.
L'any 2017, encarna la germana petita en la comèdia dramàtica La nostra vida a la Borgonya, de Cédric Klapisch. Treballarà a continuació enfront d'Omar Sy per a Knock, de Lorena Lévy.

## Filmografia

### Cinema
- 2010: Simon Werner a disparu... de Fabrice Gobert: Alice Cartier
- 2012: Cloclo de Florent Emilio Siri: Isabelle Forêt
- 2012: Radiostars de Romain Levy: Sabrina
- 2013: Amitiés sincères de Stéphan Archinard et François Prévôt-Leygonie: Clémence
- 2014: Le beau monde de Julie Lopes-Curval: Alice
- 2014: Paradise Lost d'Andrea Di Stefano: Anne
- 2014: La prochaine fois je viserai le cœur de Cédric Anger: Sophie
- 2015: Un Homme Idéal de Yann Gozlan: Alice Fursac
- 2016: Saint Amour de Gustave Kervern et Benoît Delépine: les jumelles
- 2017: La nostra vida a la Borgonya Ce qui nous lie de Cédric Klapisch: Juliette
- 2017: Knock de Lorraine Lévy: Adèle, l'employée de La Cuq
- 2017: Soleil battant de Clara Laperrousaz et Laura Laperrousaz: Iris

### Curts
- 2009: Spiritual America de Marc Dujarric – Tara
- 2012: 216 Mois de Frédéric Potier et Valentin Potier – Lisa
- 2012: Les Chancelants de Nadine Lermite – Juliette
- 2013: L'Aurore boréale de Keren Ben Rafael – la noia
- 2014: Le Refuge d'Elliot Thomson – Fontanne
- 2014: Beau Papa de Victor Saint-Macary – Julie
- 2014: Some Words to Make a Change de Rosalie Miller Mann –
- 2015: The Proposal de Sean Ellis – Charlotte
- 2015: Par consentement mutuel de Guillaume Cotillard – la sœur d'Astrid

### Televisió
- 2010: Diane, femme flic (temporada 7, episodi 1 Étoiles filantes) de Jean-Michel Fages – Lola
- 2011: Col·lecció Chez Maupassant: Yvette d'Olivier Schatzky – Yvette
- 2012 - 2015: Les Revenants de Fabrice Gobert (sèrie de televisió) – Lucy Clairsene
- 2013: Collection Écrire pour... Le Jeu des 7 familles (episodi L'Aurore boréale) de Keren Ben Rafael – la noia

## Teatre
- 2014: Romeu i Julieta de William Shakespeare, posada en escena per Nicolas Briançon, Teatre de la Porte-Saint-Martin